# The Humblebums
The Humblebums was een Schots trio, later duo, uit Glasgow dat bestond tussen 1965 en 1970. Ze genoten in Nederland enige bekendheid met het nummer Shoeshine Boy. Ze brachten twee rasartiesten voort: zowel Billy Connolly (acteur en stand-upcomedian) als Gerry Rafferty (singer-songwriter) maakten deel uit van die band.
Connolly richtte de band in 1965 op, samen met gitarist Tam Harvey. Harvey scheen daarbij al furore gemaakt te hebben in rockbands, Connolly in een plaatselijk bandje The Skillet Lickers. Bij een van de concerten kwam Rafferty als toeschouwer en sprak met Connolly. Hij schreef zelf wel wat liedjes etc. Connolly zag er in eerste instantie weinig in, maar toen Rafferty ze ten gehore bracht veranderde Connolly van mening. Rafferty werd lid van de band. Dat had wel tot gevolg dat de stijl van The Humblebums veranderde, en Tam Harvey verliet de groep en verdween ook uit de professionele muziekwereld. Het duo Connolly/Rafferty nam twee albums op, voordat beiden solo gingen. Rafferty kwam met zijn soloalbum Can I have my money back?, maar dat verkocht niet zo goed. Vervolgens richtte hij Stealers Wheel op, met een aantal hits als gevolg. Zijn tweede soloalbum City to city maakte hem wereldberoemd. Connolly praatte tijdens optredens van The Humblebums de nummers al met veel humor aan elkaar. 
De hoezen van de laatste albums van The Humblebums werden verzorgd door John Byrne, alias Patrick, die met Rafferty mee trok. Nummers van  The Humblebums verschenen op allerlei verzamelalbums. 

## Discografie

### Albums
- First Collection of Merry Melodies (Transatlantic Records TRA186, februari 1969) (Billy Connolly (zang, gitaar, banjo), Tam Harvey (gitaar, mandoline) met Ronnie Rae (bas))
- The New Humblebums (Transatlantic TRA201, september 1969) (Billy Connolly, Gerry Rafferty)
- Open up the Door (Transatlantic TRA218, juni 1970) (Billy Connolly, Gerry Rafferty)

### Singles
- Saturday Round About Sunday (BIG122, 1969)
- Shoeshine Boy (1970, geschreven door Rafferty) / My Apartment (door Connolly)